# 나에게 유일한
나에게 유일한(Come Te Nessuno Mai, But Forever In My Mind)은 이탈리아에서 제작된 가브리엘 무치노 감독의 1999년 코미디 영화이다. 실비오 무치노 등이 주연으로 출연하였고 도메니코 프로카치 등이 제작에 참여하였다.

## 출연

### 주연
- 실비오 무치노
- 주세페 산펠리체
- 지우리아 스테이거월트
- 줄리아 카미그나니
- 루카 드 피리포
- 안나 갈리에나

### 조연
- 엔리코 실버스트린
- 니콜라 캄피오티
- 발레리아 도비치
- 루이스 몰테니
- 안토넬로 그리말디
- 지셀라 부리나토
- 다이안 프레리
- 조르지오 파소티

## 제작진
- 미술: 유지니아 F. 디 나폴리